# Unionismo español
El unionismo español es un término empleado sobre todo por los nacionalistas catalanes, vascos o gallegos para describir la postura política orientada a preservar la unidad de España como Estado-nación unificado.

## Presentación
Los partidos nacionalistas vascos y catalanes perciben el unionismo español como una ideología política que se caracteriza por su firme oposición a la independencia de Cataluña y otras 'nacionalidades periféricas' de España, así como, en ocasiones, por la mera defensa de España como nación.  En virtud de esta percepción, se ha asociado esta etiqueta a partidos políticos como el Partido Popular , el Partido Socialista Obrero Español (aunque este último es visto como más conciliador), Falange Auténtica y Ciudadanos.

### Artículos relacionados
- iberismo
- nacionalismo español
- Regionalismo y nacionalismo en España

- Datos: Q7573482